# Aberdare (pays de Galles)
Pour les articles homonymes, voir Aberdare.
Aberdare (en anglais) ou Aberdâr (en gallois) est une ville du pays de Galles (Mid Glamorgan) située au sud-ouest de Merthyr Tydfil, dans le county borough du Rhondda Cynon Taf. Elle comptait 31 619 habitants en 1991. C'est un centre industriel et une destination touristique.

## Toponymie
Le nom de la ville fait référence à sa situation géographique à l'embouchure (aber en gallois) de la Dâr (Dare en anglais) qui se jette dans la Cynon. Ce toponyme est attesté pour la première fois en 1203 sous la forme Aberdar.

## Histoire
Au début du XIXe siècle, Aberdare est un simple village agricole. L'endroit se développe rapidement en raison de l'abondance des réserves de charbon et de minerai de fer. La population de toute la paroisse, qui n'est que de 1 486 en 1801, est multipliée par dix au cours de la première moitié du XIXe siècle. Elle diminue ensuite en raison de la disparition de la plupart des industries lourdes.
L'ancienne communauté d'Aberdare est scindée entre Aberdare East (qui inclut la ville d'Aberdare même) et Aberdare West en 2016, en application du Rhondda Cynon Taf (Communities) Order 2016.

## Jumelages
Aberdare est jumelée avec trois villes européennes :
- Montélimar (France)
- Slagelse (Danemark)
- Ravensbourg (Allemagne)

## Personnalités
- John Morgan (acteur)
- Teddy Morgan
- Robert Pugh
- David Young (rugby)

## Film tourné à Aberdare
- 1986 Coming Up Roses de Stephen Bayly. Ce film, sur la fermeture d'un petit cinéma populaire, y est entièrement tourné.